# Pyrausta castalis
Pyrausta castalis là một loài bướm đêm trong họ Crambidae.